# Rallye du Portugal 1976
Le Rallye du Portugal 1976 (10e Rallye de Portugal Vinho do Porto), disputé du 10 au 14 mars 1976, est la trente-quatrième manche du championnat du monde des rallyes (WRC) courue depuis 1973, et la troisième manche du championnat du monde des rallyes 1976 (WRC).

## Contexte avant la course

### Le championnat du monde
Troisième des dix manches du championnat du monde des constructeurs, le Rallye du Portugal, traditionnellement disputé en mars, est la première épreuve non hivernale de la saison. Les épreuves du championnat sont réservées aux voitures des catégories suivantes :
- Groupe 1 : voitures de tourisme de série
- Groupe 2 : voitures de tourisme spéciales
- Groupe 3 : voitures de grand tourisme de série
- Groupe 4 : voitures de grand tourisme spéciales

Fiat, dans l'attente de l’homologation de sa nouvelle 131 Abarth, ne disputant pas l'intégralité de la saison, seules les équipes Opel et Lancia se disputent le titre mondial 1976. Déjà titrée à deux reprises (1974 et 1975), Lancia a la faveur des pronostics, la Stratos s'avérant capable de jouer la victoire sur tous les types terrains. Grâce au triplé obtenu au Rallye Monte-Carlo, la marque italienne est en tête du championnat, comptant huit points d'avance sur Opel. Quant aux autres protagonistes du championnat, tels Saab (vainqueur en Suède), Ford ou Peugeot, leur programme réduit à quelques manches ne leur permet pas de prétendre au titre mondial. Dépendant désormais de Renault, la marque Alpine a mis en veille son programme rallye, et n'apparaîtra qu’occasionnellement par le biais d'engagements privés.

### L'épreuve
Après une édition 1975 exceptionnellement disputée en juillet, le rallye du Portugal retrouve cette année son statut d'épreuve printanière. Depuis sa création en 1967 sous le nom de Rallye TAP, cette épreuve a acquis une renommée considérable grâce à la difficulté de son parcours et à son organisation sans faille sous la houlette de César Torrès. Jusqu'en 1973, le parcours de concentration au départ de grandes villes européennes était une des caractéristiques de ce rallye, mais le premier choc pétrolier a par la suite contraint les organisateurs à recentrer leur épreuve sur le territoire portugais, sur un parcours alternant routes goudronnées et pistes en terre.

## Le parcours
- vérifications techniques : 10 mars 1976 à Estoril
- départ : 12 mars 1976 d'Estoril
- arrivée : 14 mars 1976 à Estoril
- distance : 2128 km, dont 435,4 km sur 37 épreuves spéciales (39 épreuves initialement prévues, pour un total de 468,7 km chronométrés)
- surface : asphalte et terre
- Parcours divisé en trois étapes[3]

### Première étape

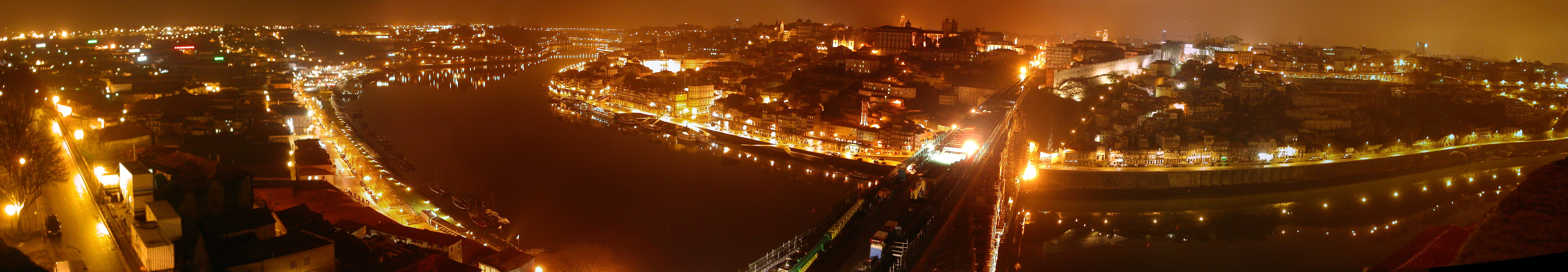
L'arrivée de la première étape, à Porto, aura lieu de nuit.

- Estoril - Porto, environ 800 km, du 12 au 13 mars
- 12 épreuves spéciales, 99,5 km

### Deuxième étape
- Porto - Estoril, environ 1100 km, du 13 au 14 mars
- 13 épreuves spéciales, 255,0 km (15 épreuves initialement prévues, pour un total de 288,3 km)

### Troisième étape
- Estoril - Estoril, environ 230 km, le 14 mars
- 12 épreuves spéciales, 80,9 km

## Les forces en présence
Sur les cinquante-neuf équipages au départ, on ne compte que six voitures officielles (deux Lancia, deux Opel et deux Toyota). En dehors de l'Alpine engagée par Gitanes, le reste du plateau est constitué d'équipages privés, quelques-uns bénéficiant du concours de concessionnaires locaux.
- Lancia

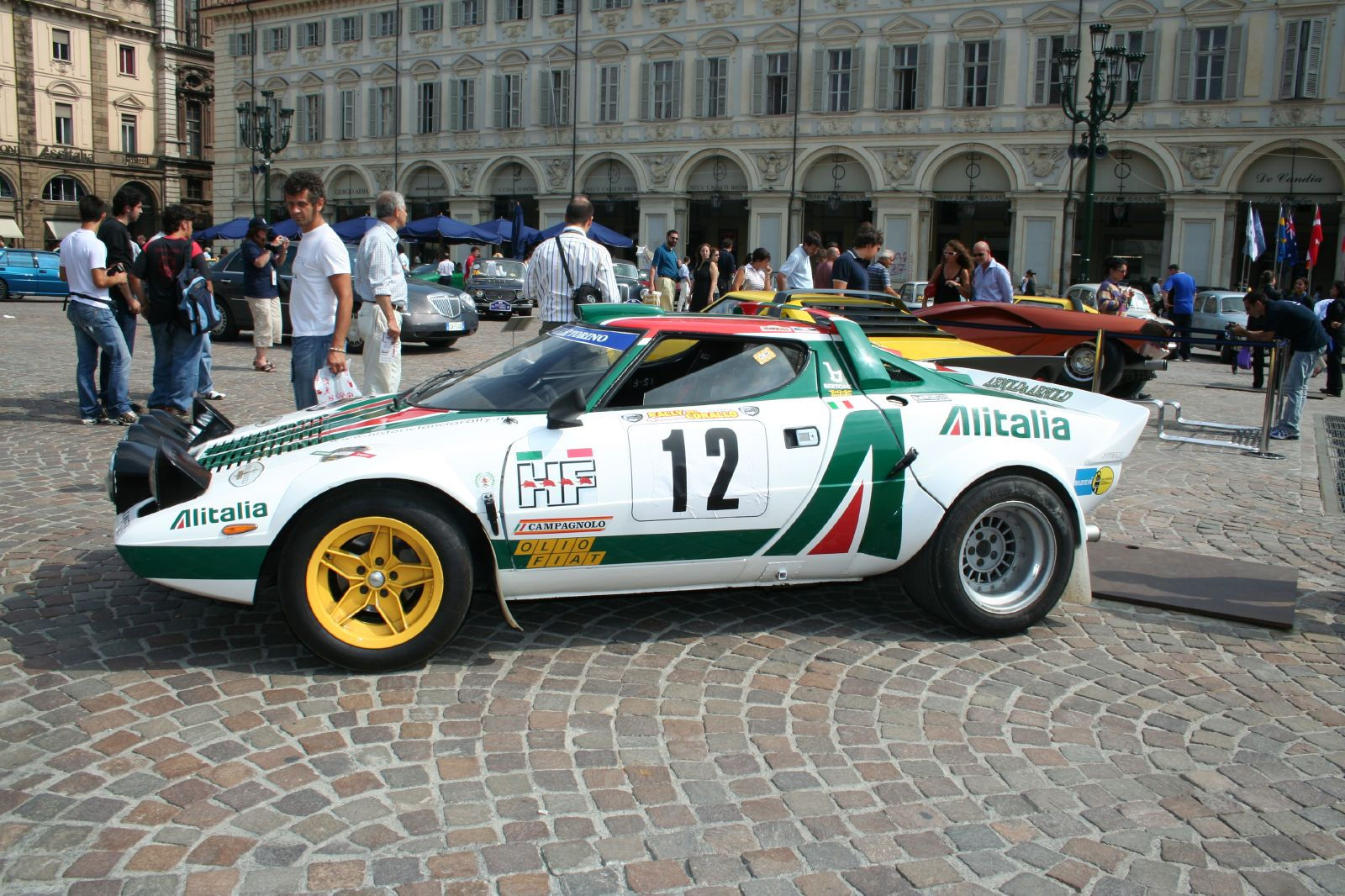
Une Lancia Stratos HF lors d'une manifestation historique.

La Scuderia Lancia a engagé deux Stratos HF groupe 4 (moteur central arrière V6 24 soupapes, 2400 cm3), pour Sandro Munari et Raffaele Pinto. Le montage de filtres à air anti-poussière limite leur puissance à 260 chevaux (soit une quinzaine de moins que les versions victorieuses au Rallye Monte-Carlo), pour un poids d'environ 950 kg. Elles disposent d'un large éventail de pneumatiques Pirelli en version 'Racing', terre ou même neige (certains secteurs étant enneigés lors des reconnaissances).
- Opel

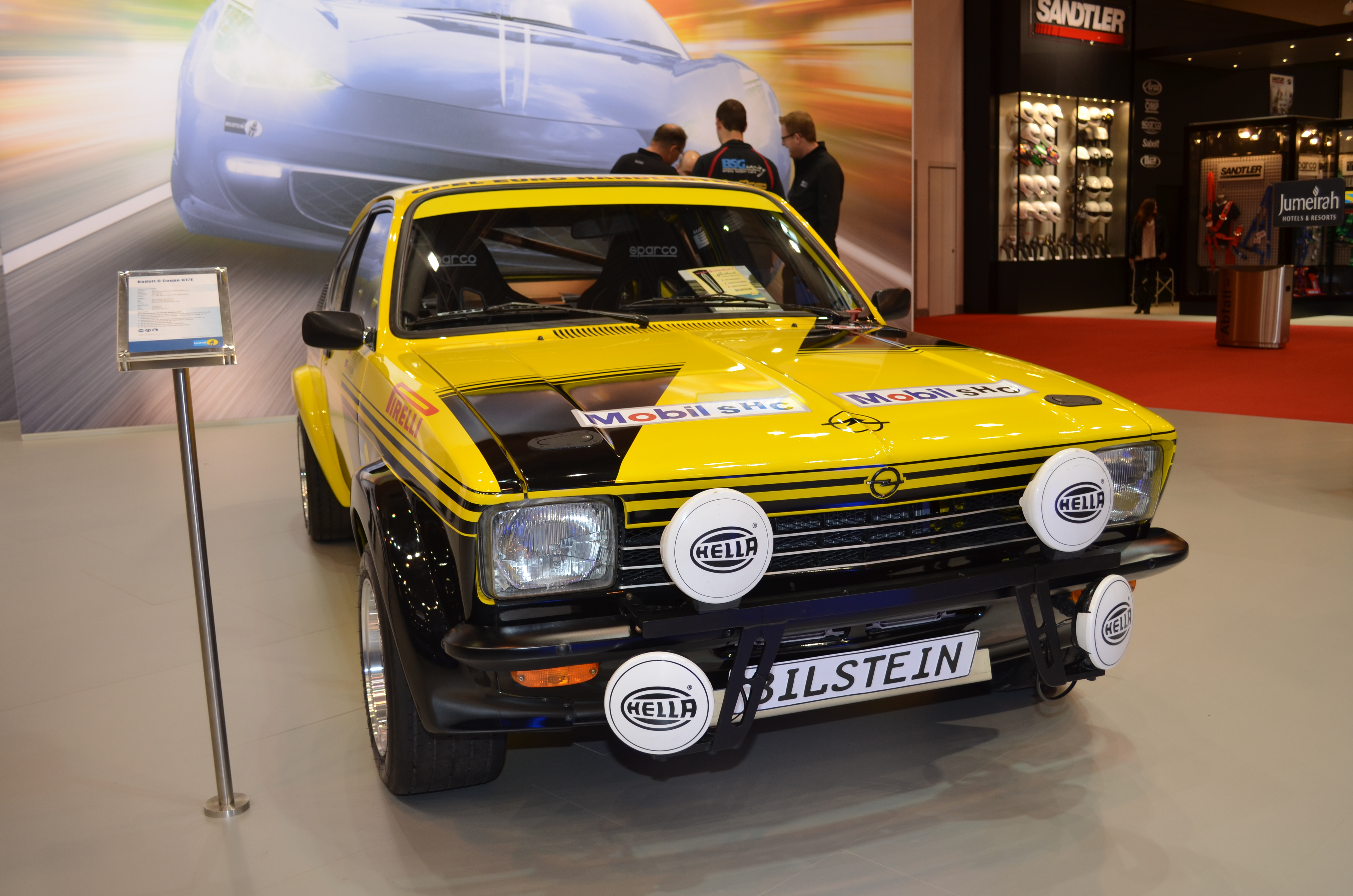
Une Opel Kadett GT/E aux couleurs de l'Euro Händler Team.

L'Euro Händler Team aligne deux Kadett GT/E groupe 4 (moteur quatre cylindres deux litres, injection, 16 soupapes, 240 chevaux). Elles sont confiées à Walter Röhrl et Anders Kulläng. Comme les Lancia, les Opel officielles sont chaussées par Pirelli. La marque est également très représentée en groupe 1, de nombreux pilotes locaux s'engageant sur des Kadett ou Ascona de série. Dans cette catégorie, le favori est le Portugais 'Mêquêpê' (fils d'un concessionnaire GM), qui pilote une Kadett GT/E préparée par l'usine et dont le moteur, disposant du kit groupe 1 (arbre à cames spécial) développe 120 chevaux. Les Portugais Manuel Inácio et Santinho Mendes, tous deux sur Ascona, ont également leur chance dans ce groupe.
- Toyota

Le Team Toyota Europe a engagé un coupé Celica groupe 4 (moteur deux litres préparé par Schnitzer, 16 soupapes, injection, 235 chevaux) pour Ove Andersson et une Corolla 1600 groupe 4 (1600 cm3, 16 soupapes, injection, 185 chevaux, 870 kg) pour Hannu Mikkola. Ces deux voitures sont chaussées de pneus Pirelli.
- Alpine-Renault

Jean Ragnotti dispose d'une A310 groupe 4 flambant neuve, louée à l'usine par l'équipe Gitanes. Le moteur 1860 cm3, préparé par Mignotet, développe environ 190 chevaux, la voiture pesant environ 800 kg. L'équipement pneumatique est assuré par Michelin.
- BMW

Le pilote autrichien Franz Wittmann dispose d'une BMW 2002 groupe 2 préparée par Schnitzer (moteur deux litres, seize soupapes, environ 220 chevaux). L'Espagnol Benigno Fernández pilote la 2002 groupe 1 avec laquelle il a disputé le dernier rallye Monte-Carlo.
- Citroën

Le pilote local Francisco Romãozinho s'aligne sur une GS groupe 4 (ex groupe 2, deux carburateurs double corps, environ 100 chevaux à 7400 tr/min, 1050 kg), une voiture avec laquelle il avait terminé huitième de l'édition précédente.
- Datsun

Engagé en groupe 1, l'Autrichien Georg Fischer, ex-pilote officiel Volkswagen, dispose d'un modeste coupé Violet 160J, d'une puissance de 95 chevaux.
- Mazda

Trois Mazda groupe 1 privées sont au départ, toutes engagées par des pilotes locaux : une RX-3 à moteur rotatif (140 chevaux) pour Carlos Torres, une RX-2 (également à moteur rotatif, 110 chevaux) pour Rui Lages et une modeste 818 (85 chevaux) pour Jorge Ortigão.
- Porsche

António Borges a engagé sa Porsche Carrera 2,7 RS, homologuée en groupe 4.

## Déroulement de la course

### Première étape

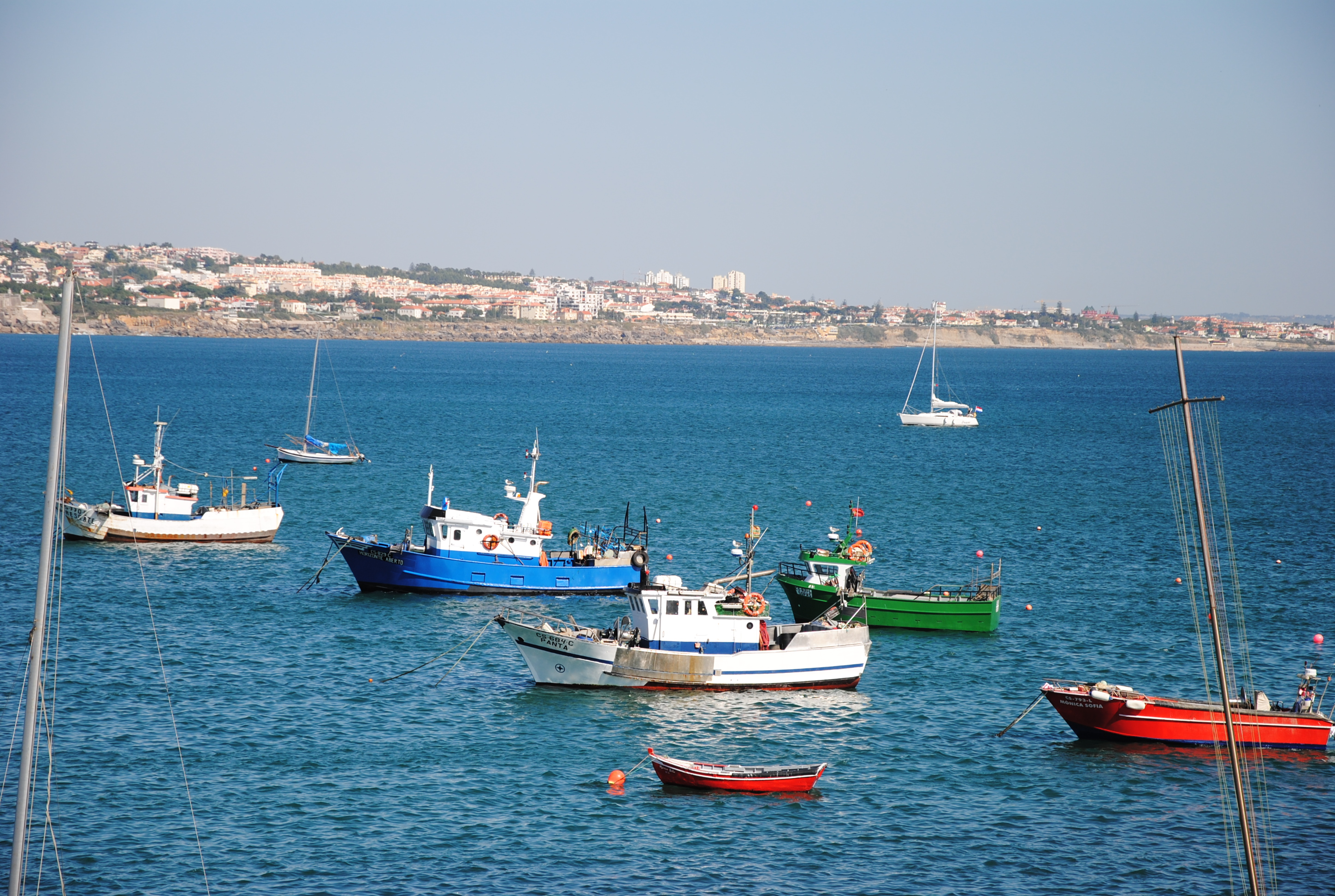
Le départ est donné d'Estoril, à environ 20 km de Lisbonne.

Les vérifications techniques se déroulent durant la journée de mercredi, mais c'est seulement le vendredi matin que la petite soixantaine de concurrents s'élance de l'autodrome d'Estoril, à neuf heures. Les deux premiers tronçons chronométrés se courent sur routes goudronnées et Sandro Munari, et les puissantes Lancia Stratos de Sandro Munari et de Raffaele Pinto s'emparent des deux premières places au classement général. Parmi leurs concurrentes, on compte déjà deux abandons de taille : Walter Röhrl a dû renoncer après à peine un kilomètre de spéciale, transmission de sa Kadett GT/E hors d'usage, tandis que Jean Ragnotti (Alpine A310), après un premier chrono le plaçant sur les talons des Lancia, est sorti de la route après avoir décollé sur une bosse dans le secteur suivant. Si Munari se montre une nouvelle fois le plus rapide sur première spéciale sur terre, son coéquipier se fait dépasser par les Toyota d'Hannu Mikkola et d'Ove Andersson, qui se montrent très compétitives sur les secteurs difficiles. Les espoirs de Mikkola vont toutefois être de courte durée, le pilote finlandais détruisant sa Corolla dans la quatrième spéciale. Dominateur absolu, Munari compte alors vingt-trois secondes d'avances sur Andersson, vingt-six sur Pinto. Quatrième, Anders Kulläng (Opel Kadett) compte déjà quarante-neuf secondes de retard. Alors que la course a à peine débuté, seuls ces quatre pilotes restent en lice pour la victoire. Derrière, l'Opel du pilote local 'Mêquêpê', cinquième et leader du groupe 1, est à plus de deux minutes.
Malgré un blocage de boîte de vitesses dans le sixième chrono, aussitôt réparé par son assistance, Munari contrôle la course, alors que la lutte pour la seconde place est très serrée entre Pinto et Andersson. Une pierre projetée dans le radiateur va entraîner l'abandon de Kulläng, si bien qu'à l'arrivée nocturne de l'étape, à Porto, seuls trois des sept équipages professionnels au départ sont encore en lice, Munari devançant Pinto et Andersson, toujours au coude à coude, de près d'une minute. Quatrième au volant d'une voiture de série, 'Mêquêpê' est à plus de six minutes et demie, devançant nettement les autres voitures du groupe 1.
| Pos. | Pilote               | Copilote            | Voiture            | Groupe | Temps           | Écart         |
| ---- | -------------------- | ------------------- | ------------------ | ------ | --------------- | ------------- |
| 1    | Sandro Munari        | Silvio Maiga        | Lancia Stratos HF  | 4      | 1 h 13 min 40 s |               |
| 2    | Raffaele Pinto       | Arnaldo Bernacchini | Lancia Stratos HF  | 4      | 1 h 14 min 36 s | + 56 s        |
| 3    | Ove Andersson        | Arne Hertz          | Toyota Celica      | 4      | 1 h 14 min 38 s | + 58 s        |
| 4    | 'Mêquêpê'            | João Batista        | Opel Kadett GT/E   | 1      | 1 h 20 min 18 s | + 6 min 38 s  |
| 5    | Benigno Fernández    | Miguel Brasa        | BMW 2002 Tii       | 1      | 1 h 21 min 06 s | + 7 min 26 s  |
| 6    | Manuel Inácio        | Pina de Morais      | Opel Ascona        | 1      | 1 h 21 min 50 s | + 8 min 10 s  |
| 7    | António Borges       | João Anjos          | Porsche Carrera RS | 4      | 1 h 22 min 15 s | + 8 min 35 s  |
| 8    | António Diegues      | Henrique Alegria    | Opel Ascona        | 2      | 1 h 22 min 19 s | + 8 min 39 s  |
| 9    | Francisco Romaozinho | José Bernardo       | Citroën GS1220     | 4      | 1 h 22 min 34 s | + 8 min 54 s  |
| 10   | Carlos Torres        | Augusto Roxo        | Mazda RX-3         | 1      | 1 h 23 min 11 s | + 9 min 31 s  |
| 11   | Santinho Mendes      | Lemos Nobre         | Opel Ascona        | 1      | 1 h 24 min 33 s | + 10 min 53 s |
| 12   | Giovanni Salvi       | Pedro de Almeida    | Ford Escort RS2000 | 1      | 1 h 25 min 03 s | + 11 min 23 s |

### Deuxième étape
Les quarante-six équipages restant en course repartent de Porto le samedi matin, avec pluie et brouillard. Le parcours s'avère plus difficile que la veille. Munari accentue encore son avance, tandis que le duel pour la seconde place entre Pinto et Andersson tourne bientôt à l'avantage de ce dernier, quand le second pilote Lancia connaît également des problèmes de boîte de vitesses, perdant plus de trente secondes. 'Mêquêpê' continue à dominer le groupe 1, mais derrière beaucoup de pilotes se font piéger dans les chemins boueux, et l'on compte de nombreux abandons sur sortie de route ou casse mécanique. Le pilote local Francisco Romaozinho (Citroën GS) en profite pour remonter en cinquième position, mais dans la nuit un problème de boîte de vitesses mettra un terme à sa belle prestation. Lorsque les équipages rejoignent Estoril le dimanche midi, après un parcours nocturne particulièrement éprouvant, Munari a porté son avance à plus de quatre minutes sur la Toyota d'Andersson et plus de cinq sur son coéquipier Pinto. 'Mêquêpê', solidement accroché à la quatrième place, accuse plus de quarante minutes de retard ; il devance l'Autrichien Fischer (Datsun) et les Portugais Borges (Porsche) et Mendes (Opel), ces trois pilotes étant groupés à plus de cinquante minutes de la Stratos de tête.
| Pos. | Pilote          | Copilote            | Voiture                  | Groupe | Temps           | Écart            |
| ---- | --------------- | ------------------- | ------------------------ | ------ | --------------- | ---------------- |
| 1    | Sandro Munari   | Silvio Maiga        | Lancia Stratos HF        | 4      | 4 h 45 min 11 s |                  |
| 2    | Ove Andersson   | Arne Hertz          | Toyota Celica            | 4      | 4 h 49 min 15 s | + 4 min 04 s     |
| 3    | Raffaele Pinto  | Arnaldo Bernacchini | Lancia Stratos HF        | 4      | 4 h 50 min 34 s | + 5 min 23 s     |
| 4    | 'Mêquêpê'       | João Batista        | Opel Kadett GT/E         | 1      | 5 h 26 min 25 s | + 41 min 14 s    |
| 5    | Georg Fischer   | Harald Gottlieb     | Datsun Violet 160J coupé | 1      | 5 h 36 min 39 s | + 51 min 28 s    |
| 6    | António Borges  | João Anjos          | Porsche Carrera RS       | 4      | 5 h 36 min 40 s | + 51 min 29 s    |
| 7    | Santinho Mendes | Lemos Nobre         | Opel Ascona              | 1      | 5 h 36 min 45 s | + 51 min 34 s    |
| 8    | Jorge Ortigão   | Pedro Abreu         | Mazda 818                | 1      |                 | + 52 min environ |

### Troisième étape
La dernière étape consiste en une courte boucle d'un peu plus de deux cents kilomètres autour d'Estoril. Elle se déroule en nocturne, le départ étant donné le dimanche en fin de soirée. Munari ne peut plus être inquiété à la régulière, l'intérêt de la course étant la lutte pour la deuxième place, Pinto ayant bien l'intention de rattraper les 79 secondes le séparant d'Andersson. Pinto attaque d'entrée, et en trois spéciales reprend 33 secondes à son adversaire. La seconde place est à sa portée, mais dans le secteur de Lagoa Azul sa Stratos rencontre un problème d'allumage qui lui fait perdre près de cinquante minutes, le faisant chuter à la quatrième place. Dès lors, les trois premières places sont acquises, Munari, Andersson et 'Mêquêpê' n'ayant plus qu'à gérer leur fin de course pour rejoindre Estoril dans cet ordre. C'est la seconde victoire de la saison pour Munari et Lancia, la marque italienne consolidant sa première place au championnat du monde. Derrière Pinto, malchanceux quatrième, on note la cinquième place de Mendes qui en fin de parcours est parvenu à déborder l'expérimenté Fischer.

### Classements intermédiaires
Classements intermédiaires des pilotes après chaque épreuve spéciale

### Classement général
| Pos | No | Pilote          | Copilote            | Voiture                  | Temps           | Écart             | Groupe |
| --- | -- | --------------- | ------------------- | ------------------------ | --------------- | ----------------- | ------ |
| 1   | 1  | Sandro Munari   | Silvio Maiga        | Lancia Stratos HF        | 5 h 41 min 26 s |                   | 4      |
| 2   | 2  | Ove Andersson   | Arne Hertz          | Toyota Celica            | 5 h 44 min 24 s | + 2 min 58 s      | 4      |
| 3   | 12 | 'Mêquêpê'       | João Batista        | Opel Kadett GT/E         | 6 h 26 min 37 s | + 45 min 11 s     | 1      |
| 4   | 4  | Raffaele Pinto  | Arnaldo Bernacchini | Lancia Stratos HF        | 6 h 33 min 54 s | + 52 min 28 s     | 4      |
| 5   | 16 | Santinho Mendes | Lemos Nobre         | Opel Ascona              | 6 h 39 min 29 s | + 58 min 03 s     | 1      |
| 6   | 15 | Georg Fischer   | Harald Gottlieb     | Datsun Violet 160J coupé | 6 h 40 min 20 s | + 58 min 54 s     | 1      |
| 7   | 21 | Giovanni Salvi  | Pedro de Almeida    | Ford Escort RS2000       | 6 h 46 min 44 s | + 1 h 05 min 18 s | 1      |
| 8   | 23 | Jorge Ortigão   | Pedro Abreu         | Mazda 818                | 6 h 47 min 05 s | + 1 h 05 min 39 s | 1      |
| 9   | 14 | Manuel Inácio   | Pina de Morais      | Opel Ascona              | 6 h 52 min 34 s | + 1 h 11 min 08 s | 1      |
| 10  | 27 | Carlos Torres   | Augusto Roxo        | Mazda RX-3               | 7 h 01 min 39 s | + 1 h 20 min 13 s | 1      |

### Hommes de tête
- ES1 à ES39 :  Sandro Munari -  Silvio Maiga (Lancia Stratos HF)

### Vainqueurs d'épreuves spéciales
- Sandro Munari -  Silvio Maiga (Lancia Stratos HF) : 19 spéciales (ES 1 à 5, 8, 11, 12, 15 à 22, 25 à 27)
- Raffaele Pinto -  Arnaldo Bernacchini (Lancia Stratos HF) : 11 spéciales (ES 6, 7, 14, 27 à 30, 32 à 34, 36)
- Ove Andersson -  Arne Hertz (Toyota Celica) : 8 spéciales (ES 9, 10, 13, 31, 35, 37 à 39)

## Résultats des principaux engagés
| No | Pilote               | Copilote              | Voiture                  | Groupe | Classement général                         | Class. groupe |
| -- | -------------------- | --------------------- | ------------------------ | ------ | ------------------------------------------ | ------------- |
| 1  | Sandro Munari        | Silvio Maiga          | Lancia Stratos HF        | 4      | 1er                                        | 1er           |
| 2  | Ove Andersson        | Arne Hertz            | Toyota Celica            | 4      | 2e à 2 min 58 s                            | 2e            |
| 3  | Walter Röhrl         | Claes Billstam        | Opel Kadett GT/E         | 4      | ab. dans 1re spéciale (transmission)       | -             |
| 4  | Raffaele Pinto       | Arnaldo Bernacchini   | Lancia Stratos HF        | 4      | 4e à 52 min 28 s                           | 3e            |
| 5  | Hannu Mikkola        | Jean Todt             | Toyota Corolla 1600      | 4      | ab. dans 4e spéciale (accident)            | -             |
| 6  | Jean Ragnotti        | Jacques Jaubert       | Alpine A310              | 4      | ab. dans 2e spéciale (accident)            | -             |
| 7  | Anders Kulläng       | Claes-Göran Andersson | Opel Kadett GT/E         | 4      | ab. après 7e spéciale (radiateur)          | -             |
| 8  | Francisco Romaozinho | José Bernardo         | Citroën GS1220           | 4      | ab. après 20e spéciale (boîte de vitesses) | -             |
| 10 | Keith Billows        | Martin Holmes         | Ford Escort RS2000       | 2      | ab. dans 14e spéciale (transmission)       | -             |
| 11 | António Borges       | João Anjos            | Porsche Carrera RS       | 4      | ab. dans 30e spéciale (ventilateur)        | -             |
| 12 | 'Mêquêpê'            | João Batista          | Opel Kadett GT/E         | 1      | 3e à 45 min 11 s                           | 1er           |
| 14 | Manuel Inácio        | Pina de Morais        | Opel Ascona              | 1      | 9e à 1 h 11 min 08 s                       | 6e            |
| 15 | Georg Fischer        | Harald Gottlieb       | Datsun Violet 160J coupé | 1      | 6e à 58 min 54 s                           | 3e            |
| 16 | Santinho Mendes      | Lemos Nobre           | Opel Ascona              | 1      | 5e à 58 min 03 s                           | 2e            |
| 18 | Benigno Fernández    | Miguel Brasa          | BMW 2002 Tii             | 1      | ab. dans 21e spéciale (accident)           | -             |
| 20 | Franz Wittmann       | Traude Schatzl        | BMW 2002                 | 2      | ab. dans 11e spéciale (pression d'huile)   | -             |
| 21 | Giovanni Salvi       | Pedro de Almeida      | Ford Escort RS2000       | 1      | 7e à 1 h 05 min 18 s                       | 4e            |
| 23 | Jorge Ortigão        | Pedro Abreu           | Mazda 818                | 1      | 8e à 1 h 05 min 39 s                       | 5e            |
| 27 | Carlos Torres        | Augusto Roxo          | Mazda RX-3               | 1      | 10e à 1 h 20 min 13 s                      | 7e            |
| 31 | António Diegues      | Henrique Alegria      | Opel Ascona              | 2      | ab. dans 2e étape (pompe à eau)            | -             |

## Classement du championnat à l'issue de la course
- attribution des points : 20, 15, 12, 10, 8, 6, 4, 3, 2, 1 respectivement aux dix premières marques de chaque épreuve (sans cumul, seule la voiture la mieux classée de chaque constructeur marque des points)
- seuls les sept meilleurs résultats (sur dix épreuves) sont retenus pour le décompte final des points.

| Pos. | Marque     | Points | M-C | SUE | POR | SAF | ACR | MAR | FIN | SAN | COR | RAC |
| ---- | ---------- | ------ | --- | --- | --- | --- | --- | --- | --- | --- | --- | --- |
| 1    | Lancia     | 50     | 20  | 10  | 20  |     |     |     |     |     |     |     |
| 2    | Opel       | 34     | 10  | 12  | 12  |     |     |     |     |     |     |     |
| 3    | Saab       | 20     | -   | 20  | -   |     |     |     |     |     |     |     |
| 4    | Toyota     | 15     | -   | -   | 15  |     |     |     |     |     |     |     |
| 5    | Ford       | 12     | 8   | -   | 4   |     |     |     |     |     |     |     |
| 6    | Fiat       | 6      | 6   | -   | -   |     |     |     |     |     |     |     |
| 6=   | Datsun     | 6      | -   | -   | 6   |     |     |     |     |     |     |     |
| 8    | Porsche    | 4      | 4   | -   | -   |     |     |     |     |     |     |     |
| 8=   | Volvo      | 4      | -   | 4   | -   |     |     |     |     |     |     |     |
| 10   | Mazda      | 3      | -   | -   | 3   |     |     |     |     |     |     |     |
| 11   | Alfa Romeo | 1      | 1   | -   | -   |     |     |     |     |     |     |     |